# Jakob Graf (Politiker)
Jakob Bernhard Graf (* 24. Juli 1824 in Maisprach; † 10. Januar 1887 in Liestal) war ein Schweizer Politiker.

## Leben
Graf absolvierte die Kantonsschule in Aarau, anschliessend studierte er Recht in Heidelberg, Berlin und Paris. Von 1852 bis 1862 war Graf Statthalter des Bezirks Liestal und von 1862 bis 1864 sowie 1870 bis 1879 Staatsanwalt des Kantons Basel-Landschaft. Im Jahr 1864 legte er sein Amt aus Protest gegen seine schlechte Wiederwahl nieder und betätigte sich zwischen 1864 und 1866 als Rechtsanwalt.
Von 1866 bis 1870 war Graf als freisinniger Regierungsrat tätig, er hatte das Justiz- und Polizeidepartement inne. Er war ein Vertreter der sogenannten Anti gegen Christoph Rolles massloses Parteiregiment. In den Jahren von 1863 bis 1867 sowie von 1872 bis 1887 war er im Nationalrat. Bis 1880 war er zudem mehrmals Suppleant des Bundesgerichts. Von 1878 bis 1887 war er im Landrat tätig, sowie nebenamtlich Präsident des Kriminalgerichts.
Als Präsident des Volksvereins setzte sich von 1872 bis 1874 für die Totalrevision der Bundesverfassung ein.